# ネイリング
ネイリング(NaiRing)とはNail+Ringの造語。特殊加工されたアクリル製の指輪やバングル(ブレスレット)にネイルアートをデコレーションしたアクセサリーである。

## 仕様
アクリルリングに上質なネイルポリッシュ(マニキュア)やスワロフスキー社製のラインストーンを使用し製作されている。